# My Way (canción de Limp Bizkit)
«My Way» —en español: «Mi Manera»— es una canción interpretada por la banda estadounidense Limp Bizkit. Fue lanzada como el cuarto sencillo de su álbum de 2000 Chocolate Starfish and the Hotdog Flavored Water. Esta canción fue el tema principal de WrestleMania X-Seven. En la canción DJ Lethal realizó un scratching y sampleó parte de la canción “My Melody”, un clásico de 1987 de Eric B. & Rakim en la frase "Check out my melody".

## Vídeo musical
El vídeo musical inicia con Fred Durst y Wes Borland discutiendo que hacer para el video. Durst sugiere que revisen el armario para obtener algunas ideas. Se muestra a la banda tocando usando diferentes vestuarios y escenarios, incluyendo una Big Band dirigida por Durst, una línea de motocicletas y una jungla con los miembros de la banda vestidos como cavernícolas. El vídeo también muestra a la banda probándose diferentes disfraces.

## Listado de canciones
Parte 1 (Oro)
1. «My Way» (versión del álbum)
2. «My Way» (Pistols Dancehall Dub)
3. «My Way» (Dub Pistols Instrumental)
4. «Counterfeit» (Lethal Dose Mix)

Parte 2 (Plata)
1. «My Way» (versión del álbum)
2. «My Way» (William Orbit Remix)
3. «My Way» (William Orbit Edit)
4. «My Way» (Enhanced Video)

## Posicionamiento en listas
| Lista (2001)                            | Mejor posición |
| --------------------------------------- | -------------- |
| Alemania (Media Control AG)             | 38             |
| Australia (ARIA)                        | 57             |
| Austria (Ö3 Austria Top 40)             | 51             |
| Bélgica (Flandes) (Ultratop 50)         | 6              |
| Bélgica (Valonia) (Ultratop 50)         | 18             |
| Estados Unidos (Billboard Hot 100)      | 75             |
| Estados Unidos (Mainstream Top 40)      | 40             |
| Estados Unidos (Alternative Airplay)    | 3              |
| Estados Unidos (Mainstream Rock Tracks) | 4              |
| Finlandia (OFC)                         | 20             |
| Irlanda (IRMA)                          | 10             |
| Italia (FIMI)                           | 42             |
| Nueva Zelanda (Recorded Music NZ)       | 41             |
| Países Bajos (Dutch Top 40)             | 37             |
| Reino Unido (UK Singles Chart)          | 6              |
| Suecia (Sverigetopplistan)              | 30             |
| Suiza (Schweizer Hitparade)             | 99             |